# Andrea Dossena
Andrea Dossena (Lodi, 11 settembre 1981) è un allenatore di calcio ed ex calciatore italiano, di ruolo difensore o centrocampista.

## Caratteristiche tecniche
Mancino, giocava sulla fascia sinistra nel ruolo di terzino o di esterno di centrocampo.

## Carriera

### Club

#### Gli inizi, Hellas Verona
Cresciuto calcisticamente nel settore giovanile del Fanfulla e successivamente in quello dell'Hellas Verona, esordisce in maglia gialloblu nella stagione 2001-2002, che vedrà la retrocessione dei veneti dalla massima serie nella Serie B. Nelle successive tre stagioni veronesi è costantemente titolare sotto la guida di quattro allenatori alternatisi sulla panchina scaligera (Alberto Malesani, Sandro Salvioni, Sergio Maddè e Massimo Ficcadenti).

#### Treviso
Il 13 agosto 2005 viene acquistato in compartecipazione dal Treviso, ritrovatosi in Serie A a seguito della revoca della promozione del Genoa per illeciti sportivi e del Torino per fallimento. Gioca 21 partite e a fine stagione la squadra retrocede in Serie B. A fine stagione, il 27 luglio 2006, Hellas Verona e Treviso risolvono anticipatamente l'accordo di comproprietà e il calciatore passa a titolo definitivo al club bianco-celeste.

#### Udinese
L'Udinese si assicura le sue prestazioni il 2 agosto 2006 in compartecipazione per 500.000 euro più il prestito del centrocampista Alessandro Moro: nella prima stagione in bianconero, 2006-2007, gioca 28 partite senza segnare gol. Il 20 giugno 2007 viene riscattato definitivamente dall'Udinese. Nella stagione 2007-2008 gioca sulla fascia sinistra riuscendo a segnare 2 reti con la maglia bianconera: il primo contro l'Empoli il 23 dicembre 2007 (2-2) e il secondo contro la Juventus il 10 febbraio 2008 (sconfitta 1-2); ha realizzato entrambi i gol allo Stadio Friuli.

#### Liverpool
Il 4 luglio 2008 viene acquistato dalla società inglese del Liverpool per 10 milioni di euro. Il 23 agosto 2008 esordisce dal primo minuto con i Reds nella partita di Premier League giocata ad Anfield Road contro il Middlesbrough e terminata 2-1 in favore dei padroni di casa. Colleziona subito un'altra presenza in campionato nella partita esterna contro l'Aston Villa, finita in pareggio, e diventa titolare del ruolo anche a causa dell'infortunio occorso al collega di ruolo Fábio Aurélio nel finale della stagione precedente. In seguito è stato utilizzato sempre più come riserva, alle spalle dell'esterno Emiliano Insúa e dello stesso Fábio Aurélio.
Il 10 marzo 2009 ha segnato la sua prima rete con la maglia dei Reds, nel ritorno degli ottavi di finale della Champions League contro il Real Madrid, realizzando il gol del definitivo 4-0. Il 14 marzo segna il suo primo gol in Premier League al 90' della partita Manchester United-Liverpool (1-4), giocata all'Old Trafford.

#### Napoli e il prestito al Palermo
L'8 gennaio 2010 passa al Napoli per 3,7 milioni di euro, firmando un contratto da 1,2 milioni a stagione che lo lega alla società partenopea fino al 2014; con Christian Maggio va a formare nuovamente la coppia di esterni vista ai tempi del Treviso. Esordisce in maglia azzurra il 13 gennaio 2010, titolare nell'incontro di Coppa Italia contro la Juventus (perso 3-0 a Torino), mentre il debutto in campionato avviene il 17 gennaio nella gara casalinga contro il Palermo, subentrando nel corso della partita a Salvatore Aronica (0-0). Afflitto da continui problemi fisici, colleziona 10 presenze nella seconda metà del campionato, di cui 3 da titolare.
Punto fermo, invece, nella stagione successiva, conclusasi con la qualificazione in Champions League, il 3 aprile 2011 segna la sua prima rete in maglia azzurra nella partita casalinga contro la Lazio, firmando la rete del momentaneo 1-2 (la partita finirà poi 4-3 per il Napoli). Nella stagione 2011-2012 viene utilizzato di meno rispetto all'anno precedente, in favore di Juan Camilo Zúñiga, riuscendo a mettere a segno una doppietta (la prima della sua carriera da professionista) nella partita Napoli-Siena (2-1), l'ultima del campionato. Il 20 maggio 2012, battendo per 2-0 la Juventus nella finale di Coppa Italia disputata a Roma, vince il primo trofeo in carriera; è subentrato all'85' al posto di Marek Hamšík.
L'11 gennaio 2013 passa ufficialmente al Palermo in prestito semestrale con diritto di riscatto, firmando un contratto fino al 2016. Debutta in maglia rosanero, da titolare, il 13 gennaio proprio contro il Napoli (3-0 al San Paolo), nella partita valida per la 20ª giornata di campionato. La stagione si conclude con la retrocessione dei rosanero, sancita il 12 maggio 2013 dalla sconfitta esterna per 1-0 contro la Fiorentina della 37ª giornata. Non convocato per l'ultima partita di campionato, chiude la stagione con 11 presenze in maglia rosanero.
Tornato al Napoli per fine prestito, nel tardo agosto è in procinto di trasferirsi al Torino ma la trattativa non si concretizza perché il calciatore non supera le visite mediche a causa di una distrazione muscolare.

#### Inghilterra: Sunderland e Leyton Orient
Il 2 settembre 2013, ultimo giorno di calciomercato, passa a titolo definitivo alla società inglese del Sunderland, firmando un contratto di un anno e tornando a giocare in Premier League dopo tre stagioni. Esordisce il 27 ottobre seguente contro il Newcastle.
Rimasto svincolato a fine stagione, il 6 novembre 2014 firma un contratto annuale con il Leyton Orient, in Football League One. Esordisce il 15 novembre nella sfida persa per 3-2 contro il Gillingham. Segna il suo primo gol il 21 febbraio nella vittoria interna per 3-0 ai danni dell'Oldham.

#### Chiasso e Piacenza
Rimasto svincolato, l'8 agosto 2015 firma un contratto annuale con il Chiasso. Al termine della stagione resta svincolato fino al febbraio 2017, quando dopo un periodo di prova firma un contratto fino al giugno successivo con il Piacenza, in Lega Pro. Il 13 giugno 2017 risolve consensualmente il contratto con gli emiliani.

### Nazionale
Esordisce in Nazionale a 26 anni, con il c.t. Roberto Donadoni, nella partita amichevole Italia-Sudafrica (2-0) del 17 ottobre 2007 giocata a Siena, fornendo un assist per il gol di Lucarelli.
Torna in Nazionale con Marcello Lippi, disputando la sua seconda gara il 20 agosto 2008 contro l'Austria. Dopo essere stato impiegato anche in alcune gare delle qualificazioni mondiali, viene inserito nella lista dei 23 convocati per la Confederations Cup 2009: gioca nella terza gara del girone, siglando un autogol nella partita persa 3-0 contro il Brasile (ultima sua apparizione con la maglia della Nazionale).

### Allenatore

#### Gli inizi
Il 27 novembre 2019 diventa il nuovo allenatore del Crema subentrando, e riesce a portare la squadra alla salvezza. Viene confermato per la stagione successiva dove conquista un quinto posto.
Il 12 luglio 2021 lascia il club, per poi accasarsi al Ravenna tre giorni dopo.

#### Renate e Pro Vercelli
Il 13 giugno 2022, Dossena viene annunciato come nuovo allenatore del Renate, club di Serie C, con cui firma un contratto annuale. La sua squadra si piazza all’ottavo posto in campionato, venendo eliminata al secondo turno dei play-off per mano della Pro Sesto. Non viene confermato per la stagione successiva.
Il 15 giugno 2023, Dossena viene ingaggiato come allenatore dalla Pro Vercelli, sempre in Serie C, con cui firma un contratto annuale. A settembre inizia il corso UEFA Pro a Coverciano, il massimo livello di formazione per un tecnico. Sotto la sua guida, la squadra piemontese si piazza all'ottavo posto nella stagione regolare, venendo poi eliminata al primo turno dei play-off del girone A, per mano della Giana Erminio. Al termine della stagione, la società comunica la fine del rapporto lavorativo con il tecnico alla scadenza naturale del suo contratto.

#### SPAL
Il 21 giugno 2024, Dossena viene ingaggiato dalla SPAL, sempre in Serie C, con cui firma un contratto biennale, a decorrere dal 1º luglio seguente. Al debutto perde con l’Atalanta Under 23 (2-1), gara valida per il primo turno di Coppa Italia Serie C.
Il 3 febbraio 2025, dopo una sconfitta interna con il Milan Futuro, viene esonerato  lasciando la squadra al sedicesimo posto, in zona play-out.

## Vita privata
È sposato con Debora Rossetti dall'8 giugno 2008 e ha un figlio di nome Romeo.

## Statistiche

### Presenze e reti nei club
| Stagione         | Squadra          | Campionato       | Campionato | Campionato | Coppe nazionali | Coppe nazionali | Coppe nazionali | Coppe continentali | Coppe continentali | Coppe continentali | Altre coppe | Altre coppe | Altre coppe | Totale | Totale |
| Stagione         | Squadra          | Comp             | Pres       | Reti       | Comp            | Pres            | Reti            | Comp               | Pres               | Reti               | Comp        | Pres        | Reti        | Pres   | Reti   |
| ---------------- | ---------------- | ---------------- | ---------- | ---------- | --------------- | --------------- | --------------- | ------------------ | ------------------ | ------------------ | ----------- | ----------- | ----------- | ------ | ------ |
| 2001-2002        | Verona           | A                | 2          | 0          | CI              | 0               | 0               | -                  | -                  | -                  | -           | -           | -           | 2      | 0      |
| 2002-2003        | Verona           | B                | 21         | 1          | CI              | 3               | 0               | -                  | -                  | -                  | -           | -           | -           | 24     | 1      |
| 2003-2004        | Verona           | B                | 37         | 1          | CI              | 1               | 0               | -                  | -                  | -                  | -           | -           | -           | 38     | 1      |
| 2004-2005        | Verona           | B                | 39         | 1          | CI              | 3               | 0               | -                  | -                  | -                  | -           | -           | -           | 42     | 1      |
| ago. 2005        | Verona           | B                | -          | -          | CI              | 1               | 0               | -                  | -                  | -                  | -           | -           | -           | 1      | 0      |
| Totale Verona    | Totale Verona    | Totale Verona    | 99         | 3          |                 | 8               | 0               |                    | -                  | -                  |             | -           | -           | 107    | 3      |
| ago. 2005-2006   | Treviso          | A                | 21         | 0          | -               | -               | -               | -                  | -                  | -                  | -           | -           | -           | 21     | 0      |
| 2006-2007        | Udinese          | A                | 28         | 0          | CI              | 2               | 0               | -                  | -                  | -                  | -           | -           | -           | 30     | 0      |
| 2007-2008        | Udinese          | A                | 35         | 2          | CI              | 1               | 0               | -                  | -                  | -                  | -           | -           | -           | 36     | 2      |
| Totale Udinese   | Totale Udinese   | Totale Udinese   | 63         | 2          |                 | 3               | 0               |                    | -                  | -                  |             | -           | -           | 66     | 2      |
| 2008-2009        | Liverpool        | PL               | 16         | 1          | FACup+CdL       | 2+1             | 0               | UCL                | 7                  | 1                  | -           | -           | -           | 26     | 2      |
| 2009-gen. 2010   | Liverpool        | PL               | 2          | 0          | FACup+CdL       | 0+1             | 0               | UCL                | 2                  | 0                  | -           | -           | -           | 5      | 0      |
| Totale Liverpool | Totale Liverpool | Totale Liverpool | 18         | 1          |                 | 4               | 0               |                    | 9                  | 1                  |             | -           | -           | 31     | 2      |
| gen.-giu. 2010   | Napoli           | A                | 10         | 0          | CI              | 1               | 0               | -                  | -                  | -                  | -           | -           | -           | 11     | 0      |
| 2010-2011        | Napoli           | A                | 33         | 1          | CI              | 1               | 0               | UEL                | 8                  | 0                  | -           | -           | -           | 42     | 1      |
| 2011-2012        | Napoli           | A                | 33         | 2          | CI              | 4               | 0               | UCL                | 4                  | 0                  | -           | -           | -           | 41     | 2      |
| 2012-gen. 2013   | Napoli           | A                | 7          | 0          | CI              | 1               | 0               | UEL                | 6                  | 0                  | SI          | 1           | 0           | 15     | 0      |
| Totale Napoli    | Totale Napoli    | Totale Napoli    | 83         | 3          |                 | 7               | 0               |                    | 18                 | 0                  |             | 1           | 0           | 109    | 3      |
| gen.-giu. 2013   | Palermo          | A                | 11         | 0          | CI              | -               | -               | -                  | -                  | -                  | -           | -           | -           | 11     | 0      |
| set. 2013-2014   | Sunderland       | PL               | 7          | 0          | FACup+CdL       | 3+1             | 0               | -                  | -                  | -                  | -           | -           | -           | 11     | 0      |
| nov. 2014-2015   | Leyton Orient    | FLO              | 15         | 1          | FACup+CdL       | 0               | 0               | -                  | -                  | -                  | FLT         | 0           | 0           | 15     | 1      |
| 2015-2016        | Chiasso          | CL               | 19         | 0          | CS              | 1               | 0               | -                  | -                  | -                  | -           | -           | -           | 20     | 0      |
| feb.-giu. 2017   | Piacenza         | LP               | 6          | 1          | CI-LP           | -               | -               | -                  | -                  | -                  | -           | -           | -           | 6      | 1      |
| Totale carriera  | Totale carriera  | Totale carriera  | 342        | 11         |                 | 27              | 0               |                    | 27                 | 1                  |             | 1           | 0           | 397    | 12     |

### Cronologia presenze e reti in nazionale
| Cronologia completa delle presenze e delle reti in nazionale ― Italia | Cronologia completa delle presenze e delle reti in nazionale ― Italia | Cronologia completa delle presenze e delle reti in nazionale ― Italia | Cronologia completa delle presenze e delle reti in nazionale ― Italia | Cronologia completa delle presenze e delle reti in nazionale ― Italia | Cronologia completa delle presenze e delle reti in nazionale ― Italia | Cronologia completa delle presenze e delle reti in nazionale ― Italia | Cronologia completa delle presenze e delle reti in nazionale ― Italia |
| Data                                                                  | Città                                                                 | In casa                                                               | Risultato                                                             | Ospiti                                                                | Competizione                                                          | Reti                                                                  | Note                                                                  |
| --------------------------------------------------------------------- | --------------------------------------------------------------------- | --------------------------------------------------------------------- | --------------------------------------------------------------------- | --------------------------------------------------------------------- | --------------------------------------------------------------------- | --------------------------------------------------------------------- | --------------------------------------------------------------------- |
| 17-10-2007                                                            | Siena                                                                 | Italia                                                                | 2 – 0                                                                 | Sudafrica                                                             | Amichevole                                                            | -                                                                     | 63’                                                                   |
| 20-8-2008                                                             | Nizza                                                                 | Italia                                                                | 2 – 2                                                                 | Austria                                                               | Amichevole                                                            | -                                                                     | 47’                                                                   |
| 10-9-2008                                                             | Udine                                                                 | Italia                                                                | 2 – 0                                                                 | Georgia                                                               | Qual. Mondiali 2010                                                   | -                                                                     |                                                                       |
| 11-10-2008                                                            | Sofia                                                                 | Bulgaria                                                              | 0 – 0                                                                 | Italia                                                                | Qual. Mondiali 2010                                                   | -                                                                     |                                                                       |
| 15-10-2008                                                            | Lecce                                                                 | Italia                                                                | 2 – 1                                                                 | Montenegro                                                            | Qual. Mondiali 2010                                                   | -                                                                     | 59’                                                                   |
| 10-2-2009                                                             | Londra                                                                | Brasile                                                               | 2 – 0                                                                 | Italia                                                                | Amichevole                                                            | -                                                                     | 75’                                                                   |
| 1-4-2009                                                              | Bari                                                                  | Italia                                                                | 1 – 1                                                                 | Irlanda                                                               | Qual. Mondiali 2010                                                   | -                                                                     | 55’                                                                   |
| 6-6-2009                                                              | Pisa                                                                  | Italia                                                                | 3 – 0                                                                 | Irlanda del Nord                                                      | Amichevole                                                            | -                                                                     | 46’                                                                   |
| 10-6-2009                                                             | Pretoria                                                              | Italia                                                                | 4 – 3                                                                 | Nuova Zelanda                                                         | Amichevole                                                            | -                                                                     |                                                                       |
| 21-6-2009                                                             | Pretoria                                                              | Italia                                                                | 0 – 3                                                                 | Brasile                                                               | Conf. Cup 2009 - 1º turno                                             | -                                                                     | 81’                                                                   |
| Totale                                                                |                                                                       | Presenze                                                              | 10                                                                    |                                                                       | Reti                                                                  | 0                                                                     |                                                                       |

### Statistiche da allenatore
Statistiche aggiornate al 3 febbraio 2025.
| Stagione        | Squadra         | Campionato      | Campionato | Campionato | Campionato | Campionato | Coppe nazionali | Coppe nazionali | Coppe nazionali | Coppe nazionali | Coppe nazionali | Coppe continentali | Coppe continentali | Coppe continentali | Coppe continentali | Coppe continentali | Altre coppe | Altre coppe | Altre coppe | Altre coppe | Altre coppe | Totale | Totale | Totale | Totale | % Vittorie | Piazzamento |
| Stagione        | Squadra         | Comp            | G          | V          | N          | P          | Comp            | G               | V               | N               | P               | Comp               | G                  | V                  | N                  | P                  | Comp        | G           | V           | N           | P           | G      | V      | N      | P      | %          | Piazzamento |
| --------------- | --------------- | --------------- | ---------- | ---------- | ---------- | ---------- | --------------- | --------------- | --------------- | --------------- | --------------- | ------------------ | ------------------ | ------------------ | ------------------ | ------------------ | ----------- | ----------- | ----------- | ----------- | ----------- | ------ | ------ | ------ | ------ | ---------- | ----------- |
| nov. 2019-2020  | Crema           | D               | 11         | 2          | 3          | 6          | CI-D            | -               | -               | -               | -               | -                  | -                  | -                  | -                  | -                  | -           | -           | -           | -           | -           | 11     | 2      | 3      | 6      | 18,18      | Sub., 14º   |
| 2020-2021       | Crema           | D               | 34+1       | 14         | 11+1       | 9          | -               | -               | -               | -               | -               | -                  | -                  | -                  | -                  | -                  | -           | -           | -           | -           | -           | 35     | 14     | 12     | 9      | 40,00      | 5º          |
| Totale Crema    | Totale Crema    | Totale Crema    | 46         | 16         | 15         | 15         |                 | -               | -               | -               | -               |                    | -                  | -                  | -                  | -                  |             | -           | -           | -           | -           | 46     | 16     | 15     | 15     | 34,78      |             |
| 2021-2022       | Ravenna         | D               | 38+2       | 26+1       | 5          | 7+1        | CI-D            | 3               | 2               | 0               | 1               | -                  | -                  | -                  | -                  | -                  | -           | -           | -           | -           | -           | 43     | 29     | 5      | 9      | 67,44      | 2º          |
| 2022-2023       | Renate          | C               | 38+2       | 14         | 11+2       | 13         | CI-C            | 4               | 2               | 1               | 1               | -                  | -                  | -                  | -                  | -                  | -           | -           | -           | -           | -           | 44     | 16     | 14     | 14     | 36,36      | 8º          |
| 2023-2024       | Pro Vercelli    | C               | 38+1       | 14         | 11         | 13+1       | CI-C            | 1               | 0               | 0               | 1               | -                  | -                  | -                  | -                  | -                  | -           | -           | -           | -           | -           | 40     | 14     | 11     | 15     | 35,00      | 8º          |
| 2024-feb. 2025  | SPAL            | C               | 25         | 7          | 6          | 12         | CI-C            | 1               | 0               | 0               | 1               | -                  | -                  | -                  | -                  | -                  | -           | -           | -           | -           | -           | 26     | 7      | 6      | 13     | 26,92      | Eson.       |
| Totale carriera | Totale carriera | Totale carriera | 190        | 78         | 50         | 62         |                 | 9               | 4               | 1               | 4               |                    | -                  | -                  | -                  | -                  |             | -           | -           | -           | -           | 199    | 82     | 51     | 66     | 41,21      |             |

## Palmarès

### Giocatore

#### Club

##### Competizioni nazionali
- Coppa Italia: 1

Napoli: 2011-2012